# Vierschanzentournee 2009/10
Die 58. Vierschanzentournee 2009/10 (offizielle Bezeichnung 58. Internationale Jack Wolfskin Vierschanzentournee) ist eine als Teil des Skisprung-Weltcups 2009/2010 von der FIS zwischen dem 29. Dezember 2009 und dem 6. Januar 2010 veranstaltete Reihe von Skisprungwettkämpfen.
Beim ersten Springen in Oberstdorf gewann der Österreicher Andreas Kofler und holte dabei einen großen Vorsprung auf die weiteren Tourneefavoriten heraus, insbesondere auf den Schweizer Simon Ammann und Gregor Schlierenzauer, ebenfalls aus Österreich. Obwohl Schlierenzauer beim zweiten und beim dritten Wettkampf triumphierte, konnte er seinen Rückstand auf Kofler nur verkleinern, jedoch nicht vollkommen aufholen. Vor dem Abschlussspringen von Bischofshofen wurde allgemein ein Duell zwischen Kofler und Schlierenzauer um den Sieg erwartet. Beim Sieg seines Teamkollegen Thomas Morgenstern vergab Schlierenzauer jedoch seine Chance und fiel auf den vierten Rang in der Tourneegesamtwertung zurück, noch hinter den Finnen Janne Ahonen und den Titelverteidiger Wolfgang Loitzl. Den Tourneesieg sicherte sich jedoch aufgrund eines weiteren vorderen Ergebnisses Andreas Kofler.

## Vorfeld

### Weltcup und Favoriten
Vor der Vierschanzentournee waren bereits sechs Einzelweltcups ausgetragen worden; die Saison hatte Ende November, einen Monat vor dem Tourneestart, begonnen. Nachdem das erste Springen des Winters von schlechten Windbedingungen und damit etlichen Favoritenausfällen geprägt war, entwickelte sich im Dezember ein Zweikampf zwischen dem Österreicher Gregor Schlierenzauer sowie dem Schweizer Simon Ammann. Die letzten fünf Wettkämpfe vor der Tournee gewann jeweils einer der beiden, sodass die Situation an der Spitze nahezu identisch mit der im Vorjahr war. Damals hatten ebenfalls diese Athleten in den ersten Saisonwettbewerben dominiert, in der Gesamtwertung der Vierschanzentournee jedoch nur die Ränge zwei und drei belegt.
| 1. | Simon Ammann          | Schweiz    | 424 Punkte |
| 2. | Gregor Schlierenzauer | Österreich | 382 Punkte |
| 3. | Bjørn Einar Romøren   | Norwegen   | 279 Punkte |
| 4. | Andreas Kofler        | Österreich | 276 Punkte |
| 5. | Thomas Morgenstern    | Österreich | 233 Punkte |

| 6.  | Wolfgang Loitzl | Österreich  | 191 Punkte |
| 7.  | Pascal Bodmer   | Deutschland | 188 Punkte |
| 8.  | Harri Olli      | Finnland    | 177 Punkte |
| 9.  | Daiki Itō       | Japan       | 174 Punkte |
| 10. | Emmanuel Chedal | Frankreich  | 163 Punkte |

Die Prognose in Hinsicht auf die Vierschanzentournee fiel in den Medien recht einhellig aus, erwartet wurde ein Duell zwischen Schlierenzauer und Ammann. Der Schweizer selbst erklärte vor der Tournee: „Es sieht natürlich nach einem Duell aus. Aber es gibt eine ganze Reihe von Kandidaten, die den Sieg wollen und darauf aus sind, uns zu schlagen“. Auch Schlierenzauer meinte, es gebe – insbesondere im österreichischen Team – starke Konkurrenten wie etwa den Titelverteidiger Wolfgang Loitzl sowie den anderen Mannschaftskollegen Andreas Kofler. Nach einem Jahr Pause war zudem der Finne Janne Ahonen, fünffacher Gesamtsieger, in den Weltcup zurückgekehrt. Ahonen bezeichnete den Tourneestart für sich zwar als „nichts Spezielles“, erklärte aber gleichzeitig, er sei physisch in der besten Form seines Lebens, es könne alles passieren.

### Deutsche Mannschaft
Das siebenköpfige deutsche Aufgebot wurde von Martin Schmitt angeführt, der bereits zum vierzehnten Mal an einer Vierschanzentournee teilnahm. Trotz seiner Erfahrung meinte Schmitt vor Tourneestart, die Faszination sei ungebrochen. Wenngleich er selbst seine Form als nicht so gut wie im Vorjahr beschrieb, setzte der deutsche Bundestrainer Werner Schuster dennoch auf ihn und die weiteren Arrivierten wie Michael Uhrmann und Michael Neumayer als Führungskräfte: „Die haben genug Routine, genug Klasse, um speziell in Oberstdorf einen guten Auftakt zu liefern. Die Schanze mögen sie ganz gerne.“
Von den jüngeren Athleten hatte zu Saisonbeginn besonders der 18-jährige Pascal Bodmer für Aufmerksamkeit gesorgt, als er beim Weltcupauftakt den zweiten Rang belegte und so vor dem Tourneestart Siebter im Gesamtweltcup war. Der junge Springer selbst meinte zu den Erwartungen, die an ihn als „Hoffnungsträger“ gebunden waren: „Ich sehe mich nicht als deutscher Hoffnungsträger bei der Tournee, sondern ich springe einfach.“ Ähnlich äußerte sich der Bundestrainer: „Pascal würde ich einfach mal springen lassen, auch wenn er im Moment vom Potenzial her der stärkste Deutsche ist.“ Neben Bodmer wurde auch der ebenfalls 18 Jahre alte Richard Freitag nominiert, zudem der Juniorenweltmeister Andreas Wank sowie der 26-jährige Stephan Hocke.
Als eine der beiden ausrichtenden Nationen durfte Deutschland für den zweiten Wettkampf, das Neujahrsspringen in Garmisch-Partenkirchen 13 Athleten nominieren. Hier starteten zusätzlich zu den bereits genannten sieben Springern Severin Freund, Maximilian Mechler, Felix Schoft, Julian Musiol, Christian Ulmer und Tobias Bogner, die zuvor alle schon eher erfolglos am Weltcup teilgenommen hatten.
Als bester Deutscher kam Pascal Bodmer im Gesamtergebnis auf Rang sieben.

### Österreichische Mannschaft
Das ebenfalls sieben Springer umfassende österreichische Aufgebot galt insgesamt als das stärkste der Tournee. Zum einen führte Österreich die Nationenwertung im Weltcup an, zum anderen waren vier Athleten aus dem Alpenland unter den besten sechs im Weltcup platziert. Der deutsche Bundestrainer Werner Schuster meinte: „Die Österreicher sind momentan allen anderen haushoch überlegen.“ Auch der österreichische Trainer Alexander Pointner gab als Ziel den Sieg aus: „Da brauchen wir gar nichts schönreden. Wir haben alle so gearbeitet, dass wir die Tournee gewinnen möchten.“ Zugleich erklärte er seinen Athleten Gregor Schlierenzauer zu einem Anwärter auf den Triumph: „Es wäre tiefgestapelt, wenn man ihn nicht zu den Favoriten zählen würde.“
Außer Schlierenzauer zählten auch der Titelverteidiger Wolfgang Loitzl, Thomas Morgenstern sowie Andreas Kofler zu den besten Skispringern des bisherigen Winters. Kofler hatte sich als einziger Athlet in jedem Wettkampf unter den besten Zehn platziert. Die Mannschaft wurde von Martin Koch sowie Stefan Thurnbichler und Lukas Müller ergänzt. Die Letztgenannten waren zuvor in der Saison nicht im Weltcup eingesetzt worden, sondern nur im zweitklassigen Continental Cup gestartet.
Bei den österreichischen Wettkämpfen ergänzten Michael Hayböck, Markus Eggenhofer, Andreas Strolz, David Unterberger, Mario Innauer und Manuel Fettner die Mannschaft. Innauer und Fettner setzten sich bei einer internen Ausscheidung gegen andere Skispringer durch.

### Schweizer Mannschaft
Wie schon bei der vorherigen Tournee bestand die gesamte Schweizer Mannschaft 2009/10 zunächst aus nur zwei Sportlern. Neben Simon Ammann, der als Tourneefavorit gehandelt wurde, startete zusätzlich Andreas Küttel. Dieser hatte bei den Weltmeisterschaften 2009 auf der Großschanze vor Martin Schmitt triumphiert, als der Wettkampf nach einem Durchgang abgebrochen worden war. Bei dieser Vierschanzentournee galt Küttel jedoch nicht als Sieganwärter, zumal er im Weltcup zuvor kein einziges Mal die Top Ten erreicht hatte und in der Gesamtwertung auf Rang 23 platziert war. Pascal Egloff und Rémi Français stiegen bei der zweiten Tourneestation in den Bewerb ein, ließen jedoch in der Folge auch den Bewerb in Bischofshofen aus.

## Teilnehmer
| Nation             | Athleten |
| ------------------ | --- |
| Deutschland        | Pascal Bodmer, Tobias Bogner, Richard Freitag, Severin Freund, Stephan Hocke, Maximilian Mechler, Julian Musiol, Michael Neumayer, Martin Schmitt, Felix Schoft, Michael Uhrmann, Christian Ulmer, Andreas Wank                  |
| Österreich         | Markus Eggenhofer, Manuel Fettner, Michael Hayböck, Mario Innauer, Martin Koch, Andreas Kofler, Wolfgang Loitzl, Thomas Morgenstern, Lukas Müller, Gregor Schlierenzauer, Andreas Strolz, Stefan Thurnbichler, David Unterberger |
| Bulgarien          | Bogomil Pawlow, Wladimir Sografski |
| Finnland           | Janne Ahonen, Janne Happonen, Matti Hautamäki, Kalle Keituri, Kai Kovaljeff, Ville Larinto, Harri Olli |
| Frankreich         | Emmanuel Chedal, Vincent Descombes Sevoie, David Lazzaroni |
| Italien            | Sebastian Colloredo, Andrea Morassi |
| Japan              | Daiki Itō, Noriaki Kasai, Taku Takeuchi, Shōhei Tochimoto, Fumihisa Yumoto |
| Kasachstan         | Iwan Karaulow, Nikolai Karpenko, Alexei Koroljow, Radik Schaparow |
| Norwegen           | Johan Remen Evensen, Kenneth Gangnes, Tom Hilde, Anders Jacobsen, Roar Ljøkelsøy, Bjørn Einar Romøren |
| Polen              | Stefan Hula, Adam Małysz, Krzysztof Miętus, Kamil Stoch |
| Russland           | Pawel Karelin, Denis Kornilow, Dmitri Ipatow, Ilja Rosljakow, Dmitri Wassiljew |
| Schweden           | Fredrik Balkåsen, Carl Nordin |
| Schweiz            | Simon Ammann, Pascal Egloff, Rémi Français, Andreas Küttel |
| Slowakei           | Tomáš Zmoray |
| Slowenien          | Jernej Damjan, Robert Kranjec, Mitja Mežnar, Peter Prevc |
| Südkorea           | Choi Heung-chul, Kim Hyun-ki |
| Tschechien         | Martin Cikl, Lukas Hlava, Jakub Janda, Roman Koudelka, Jan Matura |
| Ukraine            | Wolodymyr Boschtschuk, Witalij Schumbarez |
| Vereinigte Staaten | Nicholas Alexander, Anders Johnson, Christopher Lamb |

## Oberstdorf

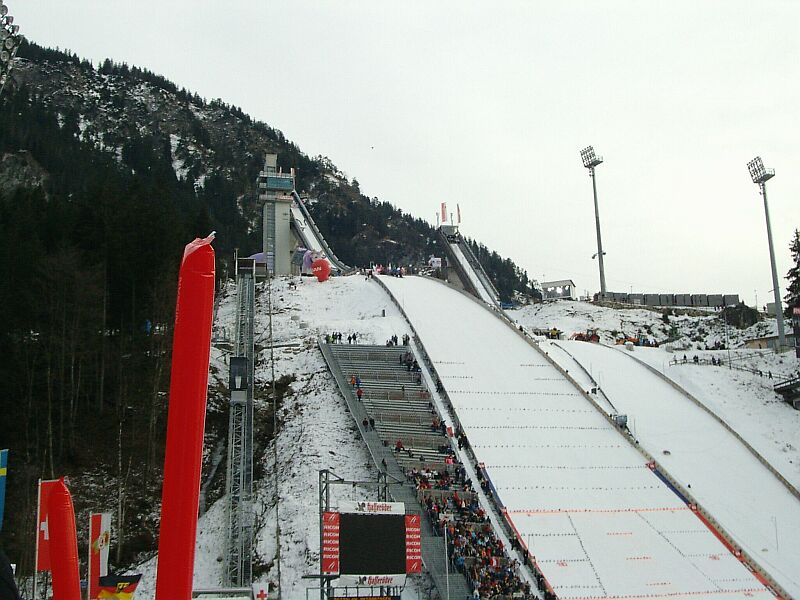
Die Schattenbergschanze in Oberstdorf (2006)

Das Springen in Oberstdorf fand am 29. Dezember 2009 auf der Schattenbergschanze statt, die eine Schanzengröße von 137 Metern, einen Kalkulationspunkt von 120 Metern, eine Aufsprungneigung am K-Punkt von 35,50°, eine Turmhöhe von 43 Metern, eine Anlauflänge von 93 Metern und eine Gesamtlänge bis zum Beginn des Auslaufs von 238 Metern aufweist. Aktueller Schanzenrekordhalter ist der Norweger Sigurd Pettersen, der am 29. Dezember 2003 eine Weite von 143,5 Metern erreichte.

### Platzierungen
| Rang | Name                  | Punkte | Weite 1 | Weite 2 |
| ---- | --------------------- | ------ | ------- | ------- |
| 01   | Andreas Kofler        | 265,2  | 125,0 m | 134,0 m |
| 02   | Janne Ahonen          | 253,3  | 116,5 m | 137,0 m |
| 03   | Thomas Morgenstern    | 250,3  | 124,5 m | 126,5 m |
| 04   | Wolfgang Loitzl       | 245,4  | 124,0 m | 124,0 m |
| 05   | Simon Ammann          | 236,6  | 119,5 m | 125,0 m |
| 06   | Lukas Müller          | 232,9  | 116,0 m | 127,0 m |
| 07   | Jernej Damjan         | 230,9  | 121,5 m | 121,5 m |
| 08   | Adam Małysz           | 229,7  | 117,5 m | 124,0 m |
| 09   | Gregor Schlierenzauer | 228,8  | 118,0 m | 123,0 m |
| 10   | Johan Remen Evensen   | 227,5  | 120,0 m | 120,0 m |
| 10   | Martin Koch           | 227,5  | 121,5 m | 121,0 m |
| 12   | Pascal Bodmer         | 226,9  | 118,5 m | 122,0 m |
| 13   | Noriaki Kasai         | 221,3  | 115,5 m | 123,0 m |
| 14   | Daiki Itō             | 218,3  | 115,5 m | 120,5 m |
| 15   | Lukáš Hlava           | 204,2  | 113,0 m | 116,0 m |

| Rang | Name                | Punkte | Weite 1 | Weite 2 |
| ---- | ------------------- | ------ | ------- | ------- |
| 16   | Robert Kranjec      | 203,3  | 115,0 m | 113,5 m |
| 17   | Harri Olli          | 202,8  | 111,0 m | 117,5 m |
| 18   | Mitja Mežnar        | 202,7  | 115,0 m | 114,0 m |
| 19   | Roar Ljøkelsøy      | 201,6  | 112,0 m | 115,0 m |
| 20   | Jan Matura          | 197,1  | 110,5 m | 114,0 m |
| 21   | Sebastian Colloredo | 194,5  | 115,0 m | 110,0 m |
| 22   | Stefan Thurnbichler | 192,8  | 108,5 m | 115,0 m |
| 23   | Martin Schmitt      | 190,8  | 115,5 m | 108,0 m |
| 24   | Anders Jacobsen     | 190,3  | 111,0 m | 112,5 m |
| 25   | Kalle Keituri       | 186,2  | 113,5 m | 105,5 m |
| 26   | Jakub Janda         | 184,1  | 106,0 m | 113,5 m |
| 27   | Martin Cikl         | 182,8  | 108,0 m | 110,5 m |
| 28   | Andreas Küttel      | 179,2  | 103,0 m | 113,5 m |
| 29   | Kim Hyun-ki         | 176,1  | 113,5 m | 101,0 m |
| 30   | Matti Hautamäki     | 164,6  | 113,0 m | 99,0 m  |

## Garmisch-Partenkirchen
Das Springen in Garmisch-Partenkirchen fand am 1. Januar 2010 auf der Großen Olympiaschanze statt, die eine Schanzengröße von 140 Metern, einen Kalkulationspunkt von 125 Metern, eine Aufsprungneigung am K-Punkt von 34,70°, eine Turmhöhe von 60,4 Metern, eine Anlauflänge von 103,5 Metern und eine Gesamtlänge bis zum Beginn des Auslaufs von 235 Metern aufweist. Aktueller Schanzenrekordhalter ist der Schweizer Simon Ammann, der am 1. Januar 2010 eine Weite von 143,5 Metern erreichte.

### Platzierungen
| Rang | Name                  | Punkte | Weite 1 | Weite 2 |
| ---- | --------------------- | ------ | ------- | ------- |
| 01   | Gregor Schlierenzauer | 277,7  | 136,5 m | 137,5 m |
| 02   | Wolfgang Loitzl       | 272,5  | 135,0 m | 135,0 m |
| 03   | Simon Ammann          | 272,4  | 132,0 m | 143,5 m |
| 04   | Andreas Kofler        | 271,9  | 136,0 m | 137,0 m |
| 05   | Anders Jacobsen       | 269,5  | 136,0 m | 134,0 m |
| 06   | Janne Ahonen          | 259,2  | 129,5 m | 137,0 m |
| 07   | Johan Remen Evensen   | 259,0  | 129,0 m | 136,0 m |
| 08   | Bjørn Einar Romøren   | 258,4  | 131,0 m | 134,5 m |
| 09   | Thomas Morgenstern    | 255,0  | 130,0 m | 132,5 m |
| 10   | Stefan Thurnbichler   | 254,4  | 130,0 m | 133,0 m |
| 11   | Adam Małysz           | 249,4  | 128,5 m | 132,0 m |
| 12   | Martin Koch           | 248,7  | 129,0 m | 132,5 m |
| 13   | Noriaki Kasai         | 247,0  | 127,0 m | 133,0 m |
| 14   | Jakub Janda           | 246,4  | 128,5 m | 129,5 m |
| 15   | Harri Olli            | 244,2  | 128,0 m | 131,0 m |

| Rang | Name                | Punkte | Weite 1 | Weite 2 |
| ---- | ------------------- | ------ | ------- | ------- |
| 16   | Pascal Bodmer       | 243,6  | 128,0 m | 131,5 m |
| 17   | Michael Neumayer    | 242,1  | 126,5 m | 133,0 m |
| 18   | Emmanuel Chedal     | 238,3  | 126,5 m | 129,5 m |
| 19   | Dmitri Wassiljew    | 237,1  | 126,5 m | 130,5 m |
| 20   | Andreas Wank        | 235,9  | 128,0 m | 127,5 m |
| 21   | Jernej Damjan       | 235,1  | 125,5 m | 129,0 m |
| 22   | Lukas Müller        | 234,9  | 129,0 m | 126,5 m |
| 23   | Kamil Stoch         | 234,1  | 129,5 m | 125,0 m |
| 24   | Daiki Itō           | 232,9  | 126,5 m | 126,5 m |
| 25   | Martin Schmitt      | 232,4  | 124,5 m | 128,5 m |
| 26   | Sebastian Colloredo | 231,8  | 128,5 m | 125,0 m |
| 27   | Lukáš Hlava         | 228,3  | 125,5 m | 125,5 m |
| 28   | Peter Prevc         | 226,4  | 124,0 m | 126,5 m |
| 29   | Robert Kranjec      | 225,0  | 122,0 m | 128,0 m |
| 30   | Roar Ljøkelsøy      | 216,6  | 121,5 m | 123,0 m |

### Tournee-Zwischenstand
Unter Berücksichtigung der Ergebnisse von Oberstdorf und Garmisch-Partenkirchen ergibt sich folgender Zwischenstand in der Tournee-Gesamtwertung (angeführt sind die zehn besten Starter):

| Rang | Name                  | Punkte | Diff. |
| ---- | --------------------- | ------ | ----- |
| 01   | Andreas Kofler        | 537,1  | –     |
| 02   | Wolfgang Loitzl       | 517,9  | 019,2 |
| 03   | Janne Ahonen          | 512,5  | 024,6 |
| 04   | Simon Ammann          | 509,0  | 028,1 |
| 05   | Gregor Schlierenzauer | 506,5  | 030,6 |

| Rang | Name                | Punkte | Diff. |
| ---- | ------------------- | ------ | ----- |
| 06   | Thomas Morgenstern  | 505,3  | 031,8 |
| 07   | Johan Remen Evensen | 486,5  | 050,6 |
| 08   | Adam Małysz         | 479,1  | 058,0 |
| 09   | Martin Koch         | 476,2  | 060,9 |
| 10   | Pascal Bodmer       | 470,5  | 066,6 |

## Innsbruck

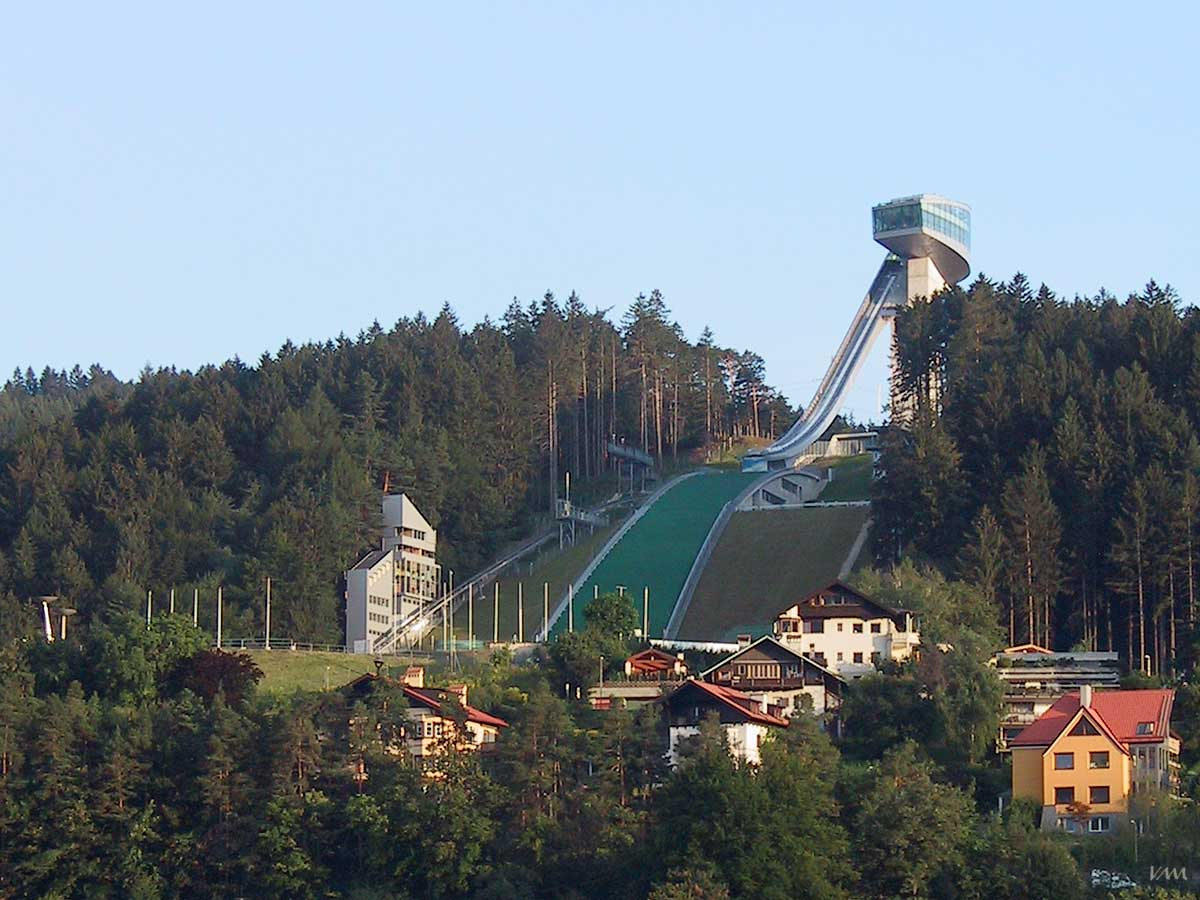
Die Bergisel-Schanze in Innsbruck

Das Springen in Innsbruck fand am 3. Januar 2010 auf der Bergiselschanze statt, die eine Schanzengröße von 130 Metern, einen Kalkulationspunkt von 120 Metern und eine Aufsprungneigung am K-Punkt von 34,34°, eine Turmhöhe von 50,0 Metern, eine Anlauflänge von 91,3 Metern und eine Gesamtlänge bis zum Beginn des Auslaufs von 316 Metern aufweist. Aktueller Schanzenrekordhalter ist der Deutsche Sven Hannawald, der am 4. Januar 2004 eine Weite von 134,5 Metern erreichte; den bestehenden Mattenrekord hält der Pole Adam Małysz mit 136,0 Metern (aufgestellt am 11. September 2004).

### Platzierungen
| Rang | Name                  | Punkte | Weite 1 | Weite 2 |
| ---- | --------------------- | ------ | ------- | ------- |
| 01   | Gregor Schlierenzauer | 251,1  | 130,0 m | 122,0 m |
| 02   | Simon Ammann          | 237,8  | 128,5 m | 117,5 m |
| 03   | Janne Ahonen          | 237,4  | 128,0 m | 117,5 m |
| 04   | Andreas Kofler        | 235,1  | 126,0 m | 118,5 m |
| 05   | Anders Jacobsen       | 234,3  | 126,5 m | 117,0 m |
| 06   | Wolfgang Loitzl       | 232,8  | 122,0 m | 119,0 m |
| 07   | Adam Małysz           | 231,7  | 123,5 m | 118,0 m |
| 08   | Pascal Bodmer         | 228,8  | 122,5 m | 118,5 m |
| 09   | Noriaki Kasai         | 225,2  | 122,0 m | 117,0 m |
| 10   | Mario Innauer         | 223,7  | 121,0 m | 118,0 m |
| 11   | Bjørn Einar Romøren   | 222,0  | 119,0 m | 118,5 m |
| 12   | Michael Uhrmann       | 220,2  | 121,0 m | 115,5 m |
| 13   | Daiki Itō             | 218,7  | 117,5 m | 119,0 m |
| 14   | Thomas Morgenstern    | 217,1  | 117,5 m | 117,0 m |
| 15   | Robert Kranjec        | 215,5  | 118,5 m | 116,5 m |

| Rang | Name                | Punkte | Weite 1 | Weite 2 |
| ---- | ------------------- | ------ | ------- | ------- |
| 16   | Dmitri Wassiljew    | 214,6  | 120,5 m | 116,5 m |
| 17   | Michael Hayböck     | 214,3  | 120,0 m | 116,0 m |
| 18   | Martin Koch         | 213,7  | 127,5 m | 106,5 m |
| 19   | Kamil Stoch         | 213,5  | 116,5 m | 118,5 m |
| 20   | Roar Ljøkelsøy      | 211,6  | 116,0 m | 116,0 m |
| 21   | Emmanuel Chedal     | 211,0  | 117,5 m | 115,0 m |
| 22   | Johan Remen Evensen | 207,4  | 117,5 m | 113,0 m |
| 23   | Pawel Karelin       | 206,8  | 123,5 m | 107,5 m |
| 24   | Harri Olli          | 206,2  | 121,0 m | 110,5 m |
| 25   | Denis Kornilow      | 205,0  | 115,5 m | 114,5 m |
| 26   | Manuel Fettner      | 198,9  | 116,5 m | 111,5 m |
| 27   | Taku Takeuchi       | 195,8  | 116,0 m | 110,0 m |
| 28   | Stefan Thurnbichler | 186,7  | 113,5 m | 108,0 m |
| 29   | Nikolai Karpenko    | 185,5  | 114,5 m | 105,5 m |
| 30   | Richard Freitag     | 183,1  | 114,5 m | 105,0 m |

### Tournee-Zwischenstand
Unter Berücksichtigung der Ergebnisse von Oberstdorf, Garmisch-Partenkirchen und Innsbruck ergibt sich folgender Zwischenstand in der Tournee-Gesamtwertung (angeführt sind die zehn besten Starter):
| Rang | Name                  | Punkte | Diff. |
| ---- | --------------------- | ------ | ----- |
| 01   | Andreas Kofler        | 772,2  | –     |
| 02   | Gregor Schlierenzauer | 757,6  | 014,6 |
| 03   | Wolfgang Loitzl       | 750,7  | 021,5 |
| 04   | Janne Ahonen          | 749,9  | 022,3 |
| 05   | Simon Ammann          | 746,8  | 025,4 |

| Rang | Name                | Punkte | Diff. |
| ---- | ------------------- | ------ | ----- |
| 06   | Thomas Morgenstern  | 722,4  | 049,8 |
| 07   | Adam Małysz         | 710,8  | 061,4 |
| 08   | Pascal Bodmer       | 699,3  | 072,9 |
| 09   | Anders Jacobsen     | 694,1  | 078,1 |
| 10   | Johan Remen Evensen | 693,9  | 078,3 |

## Bischofshofen

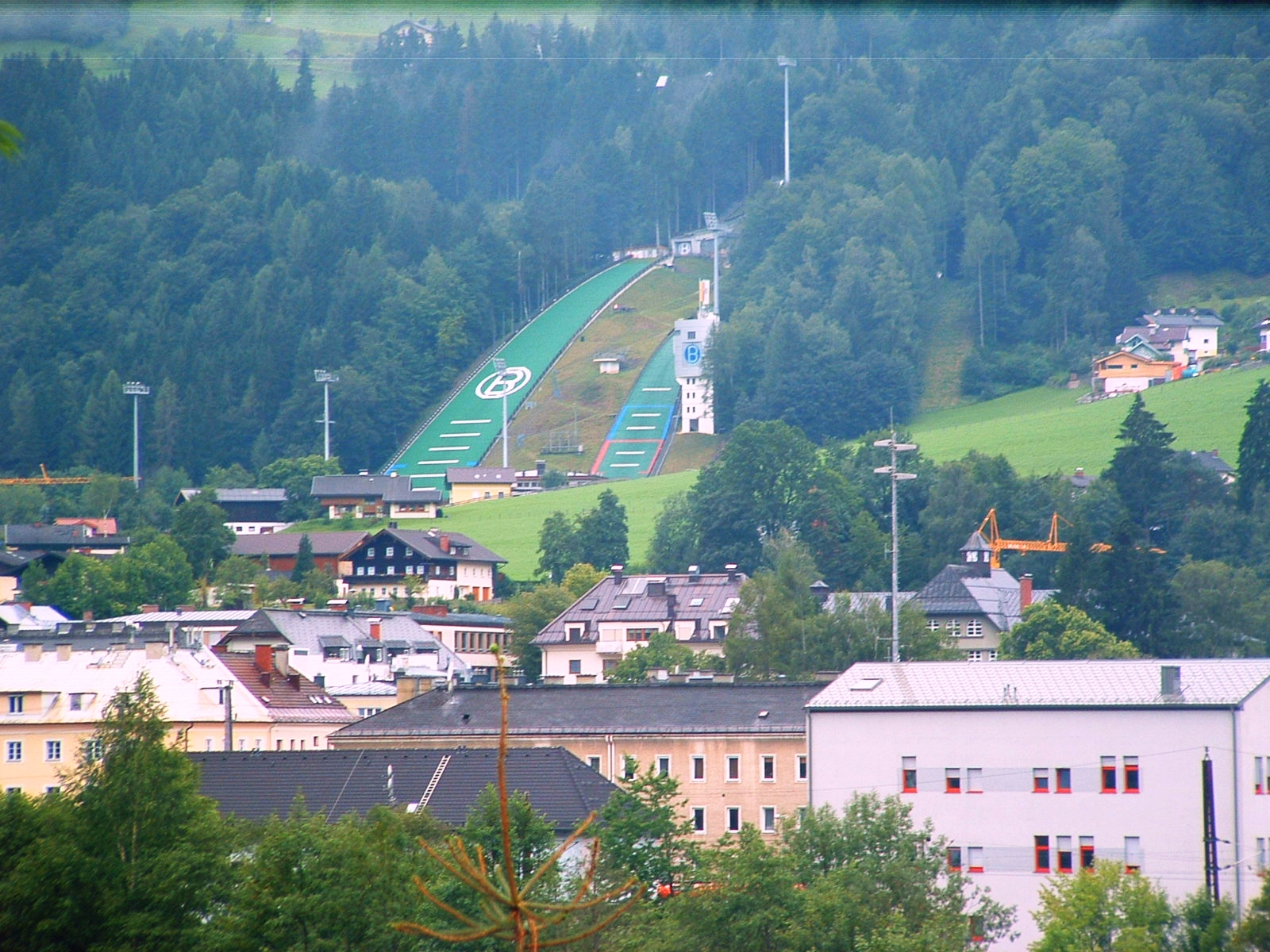
Die Paul Außerleitner-Schanze in Bischofshofen

Das Springen in Bischofshofen fand am 6. Januar 2010 auf der Paul-Außerleitner-Schanze statt, die einen Hillsize von 140 Metern, einen Kalkulationspunkt von 125 Metern, eine Aufsprungneigung am K-Punkt von 35,0°, eine Turmhöhe von 52,0 Metern, eine Anlauflänge von 118,5 Metern und eine Gesamtlänge bis zum Beginn des Auslaufs von 362 Metern, aufweist. Offizieller Schanzenrekordhalter ist der Japaner Daiki Itō, der am 6. Januar 2005 eine Weite von 143,0 Metern erreichte; den inoffiziellen Rekord hält der Österreicher Gregor Schlierenzauer mit 145,0 Metern (aufgestellt in der Qualifikation am 5. Januar 2008).

### Platzierungen
| Rang | Name                  | Punkte | Weite 1 | Weite 2 |
| ---- | --------------------- | ------ | ------- | ------- |
| 01   | Thomas Morgenstern    | 264,7  | 133,0 m | 136,0 m |
| 02   | Janne Ahonen          | 264,0  | 134,0 m | 133,5 m |
| 03   | Simon Ammann          | 261,5  | 136,0 m | 131,5 m |
| 04   | Wolfgang Loitzl       | 260,9  | 130,5 m | 135,0 m |
| 05   | Andreas Kofler        | 255,0  | 129,0 m | 133,5 m |
| 06   | Gregor Schlierenzauer | 253,5  | 128,5 m | 134,0 m |
| 07   | Dmitri Wassiljew      | 250,2  | 130,0 m | 131,5 m |
| 08   | Martin Koch           | 245,1  | 128,5 m | 131,0 m |
| 09   | Pascal Bodmer         | 236,9  | 127,0 m | 128,5 m |
| 10   | Anders Jacobsen       | 233,4  | 126,5 m | 126,5 m |
| 11   | Harri Olli            | 231,5  | 127,0 m | 125,5 m |
| 12   | Michael Neumayer      | 230,0  | 125,0 m | 127,5 m |
| 13   | Michael Uhrmann       | 227,3  | 120,0 m | 131,0 m |
| 14   | Bjørn Einar Romøren   | 226,9  | 133,0 m | 127,5 m |
| 15   | Mario Innauer         | 224,8  | 124,0 m | 124,5 m |

| Rang | Name                | Punkte | Weite 1 | Weite 2 |
| ---- | ------------------- | ------ | ------- | ------- |
| 16   | Pawel Karelin       | 224,3  | 124,0 m | 124,5 m |
| 17   | Emmanuel Chedal     | 223,1  | 124,0 m | 125,5 m |
| 18   | Adam Małysz         | 222,1  | 123,0 m | 124,0 m |
| 19   | Noriaki Kasai       | 221,1  | 121,5 m | 125,5 m |
| 20   | Robert Kranjec      | 221,0  | 123,5 m | 124,0 m |
| 21   | Martin Schmitt      | 218,8  | 122,5 m | 123,5 m |
| 22   | Stefan Thurnbichler | 215,6  | 121,5 m | 123,0 m |
| 23   | Jernej Damjan       | 215,3  | 121,5 m | 124,5 m |
| 24   | Martin Cikl         | 214,2  | 122,0 m | 122,0 m |
| 25   | Stefan Hula         | 212,4  | 118,5 m | 124,5 m |
| 26   | Daiki Itō           | 211,5  | 119,0 m | 123,5 m |
| 27   | Tom Hilde           | 211,0  | 122,0 m | 120,5 m |
| 28   | Lukas Müller        | 208,7  | 122,0 m | 119,5 m |
| 29   | Lukáš Hlava         | 206,7  | 119,5 m | 122,0 m |
| 30   | Mitja Mežnar        | 205,4  | 120,0 m | 120,5 m |

## Tournee-Endstand
| Rang | Name                  | Punkte |
| ---- | --------------------- | ------ |
| 01   | Andreas Kofler        | 1027,2 |
| 02   | Janne Ahonen          | 1013,9 |
| 03   | Wolfgang Loitzl       | 1011,6 |
| 04   | Gregor Schlierenzauer | 1011,1 |
| 05   | Simon Ammann          | 1008,3 |
| 06   | Thomas Morgenstern    | 987,1  |
| 07   | Pascal Bodmer         | 936,2  |
| 08   | Martin Koch           | 935,0  |
| 09   | Adam Małysz           | 932,9  |
| 10   | Anders Jacobsen       | 927,5  |
| 11   | Noriaki Kasai         | 914,6  |
| 12   | Harri Olli            | 884,7  |
| 13   | Daiki Itō             | 881,4  |
| 14   | Robert Kranjec        | 864,8  |
| 15   | Stefan Thurnbichler   | 849,5  |
| 16   | Johan Remen Evensen   | 798,3  |
| 17   | Bjørn Einar Romøren   | 796,2  |
| 18   | Jernej Damjan         | 777,4  |
| 19   | Lukas Müller          | 774,4  |
| 20   | Emmanuel Chedal       | 750,8  |
| 21   | Martin Schmitt        | 739,9  |
| 22   | Lukáš Hlava           | 738,0  |
| 23   | Roar Ljøkelsøy        | 734,7  |
| 24   | Dmitri Wassiljew      | 701,9  |
| 25   | Michael Neumayer      | 670,1  |
| 26   | Jakub Janda           | 632,4  |
| 27   | Sebastian Colloredo   | 611,2  |
| 28   | Michael Uhrmann       | 605,7  |
| 29   | Mitja Mežnar          | 598,3  |
| 30   | Kamil Stoch           | 540,3  |
| 31   | Pawel Karelin         | 525,9  |
| 32   | Martin Cikl           | 506,0  |

| Rang | Name               | Punkte |
| ---- | ------------------ | ------ |
| 33   | Denis Kornilow     | 502,4  |
| 34   | Andreas Wank       | 491,5  |
| 35   | Stefan Hula        | 486,8  |
| 36   | Kalle Keituri      | 460,9  |
| 37   | Matti Hautamäki    | 456,2  |
| 38   | Richard Freitag    | 453,1  |
| 39   | Mario Innauer      | 448,5  |
| 40   | Andreas Küttel     | 448,4  |
| 41   | Peter Prevc        | 421,6  |
| 42   | Taku Takeuchi      | 394,6  |
| 43   | Tom Hilde          | 392,8  |
| 44   | Michael Hayböck    | 313,6  |
| 45   | Jan Matura         | 300,6  |
| 46   | Nikolai Karpenko   | 294,9  |
| 47   | Manuel Fettner     | 290,5  |
| 48   | Andrea Morassi     | 284,9  |
| 49   | Ville Larinto      | 277,1  |
| 50   | Kim Hyun-ki        | 276,4  |
| 51   | Shōhei Tochimoto   | 233,7  |
| 52   | Maximilian Mechler | 188,4  |
| 53   | Ilja Rosljakow     | 185,9  |
| 54   | Kai Kovaljeff      | 179,5  |
| 55   | Witalij Schumbarez | 169,4  |
| 56   | Nicholas Alexander | 161,9  |
| 57   | Krzysztof Miętus   | 155,5  |
| 58   | Markus Eggenhofer  | 101,2  |
| 59   | David Unterberger  | 97,0   |
| 60   | Severin Freund     | 92,4   |
| 61   | Kenneth Gangnes    | 78,9   |
| 62   | Stephan Hocke      | 67,6   |
| 63   | Fumihisa Yumoto    | 45,7   |